# Deutsche Währungsgeschichte vor 1871
Schon bei den Münzen des Mittelalters hatte sich in Deutschland eine kaum überschaubare Vielfalt entwickelt. Zur Beseitigung oder Milderung dieser Verhältnisse waren bereits im Spätmittelalter Vereinbarungen zwischen einzelnen Städten (wie zum Beispiel dem Wendischen Münzverein) zur Vereinheitlichung und gegenseitigen Anerkennung der Währungen vorausgegangen. Im 16. Jahrhundert versuchten die Reichsmünzordnungen, teilweise vergeblich, Ordnung in die „Münzverwirrung“ zu bringen. Regional wirkende Verbesserungen brachten Münzverträge, wie zum Beispiel 1667 der Zinnaer Münzvertrag und die Bayrisch-österreichische Münzkonvention von 1753. Bis 1871, zum Teil bis 1873, gaben die meisten Länder eigene Münzen heraus.

## Übersicht
Das deutsche Münzwesen wurzelte lange im Münzsystem der Karolinger. Der zunächst einheitliche, aus Silber gemünzte Denar oder Pfennig der Karolinger wich seit dem 12. Jahrhundert immer mehr „regionalen Pfennigen“ mit unterschiedlichem Gewicht. Dies war eine Folge der Aufsplitterung der unter Karl dem Großen einheitlich ausgeübten, königlichen Münzhoheit (Münzregal).
Neben dem Bedarf an Teilstücken des Pfennigs kam mit der Ausweitung der Geldwirtschaft im Spätmittelalter der Bedarf an Mehrfachpfennigen auf. Typische Münzbezeichnungen waren:
- Heller: zunächst ganzer, ab 1385 halber Pfennig aus Schwaben (Schwäbisch Hall)
- Scherf: ebenfalls halber Pfennig, teilweise durch Teilung einer Pfennigmünze (Erfurt, andere Städte)
- Albus: silberhaltiger (weißer!) Denar/Pfennig, ab Mitte des 13. Jahrhunderts von Trier und Köln ausgehend
- Schwaren: schwere (=silberhaltige) Pfennige aus dem nordwestdeutschen Raum; später Kupfermünze
- Rappen: dunkle Pfennigmünze ab dem 13. Jahrhundert mit zunächst 0,15 g Silbergehalt (siehe auch Rappenmünzbund)
- Deut: Kupfermünze im Wert von 2 Pfennigen (17. und 18. Jahrhundert; Nordwestdeutschland, Niederlande)
- Witten: durch Weißsieden aufgehellte Vierpfennigmünze in Norddeutschland (ab frühem 14. Jahrhundert; Wendischer Münzverein)
- Dreiling, Sechsling: dreifache bzw. sechsfache Pfennige (¼ und ½ Schilling; Norddeutschland ab 14. Jahrhundert)

Eine besondere Form des Mehrfachpfennigs war der Groschen zu 12 Pfennigen, d. h. dem nominalen Wert des bis dahin nicht ausgeprägten, karolingischen Solidus bzw. Schillings. Die als Vorbild dienende Turnose (grossus denarius Turonus) bezog sich jedoch auf einen bereits nur noch sehr wenig Silber enthaltenen französischen Schwarzpfennig Mitte des 13. Jahrhunderts. Vom Groschen leiten sich u. a. ab: der später zu „Kreuzer“ zusammengezogene Kreuzgroschen, der Groten und der Stüber.
An Goldmünzen sind bekannt u. a. der Rheinische Gulden, verschiedene Dukaten, verschiedene Pistolen wie der Friedrich d’or und die Hamburger Portugalöser. Zu Beginn des 19. Jahrhunderts hatte nur Bremen eine Goldwährung.

## Münzmaterial
Für Münzlegierungen waren grundsätzlich seit dem Mittelalter bis in die Neuzeit im Gebiet des Heiligen Römischen Reichs nur die Metalle Gold, Silber und Kupfer zugelassen. Das Material von Gold- und Silbermünzen bestand in der Regel aus Legierungen der beiden Edelmetalle mit Kupfer.
Für kleine Scheidemünzen wie Pfennig, Kreuzer, Halb-Batzen, Groschen und Schilling wurden mit dem beginnenden 17. Jahrhundert zunehmend Silberlegierungen verwendet, die teilweise wesentlich weniger als 50 % Silberanteil hatten; siehe dazu die Münzlegierung Billon. Messing- und Bronzelegierungen waren bis etwa ins erste Drittel des 19. Jahrhunderts für Rechenpfennige, Spielmarken, sonstige Marken (Lebensmittel, Quittungen für Zahlungen u. a.) sowie für Medaillen in Verwendung, später auch für Kleinmünzen. Im 19. Jahrhundert waren fast alle Pfennig-Münzen aus reinem Kupfer. Eine Ausnahme bildeten die großen Silberscheidemünzen Ende des 19. Jahrhunderts. Dies trifft insbesondere auf die Pfennige der Mark-Währung des Deutschen Reichs (900⁄1000 fein) und auf die Kleinmünzen der österreichischen Goldkronen-Währung (835⁄1000 fein) zu.
Der Silbergehalt von Münzen wurde traditionell in Lot (auch Loth) (Sechzehntel) und Grän (1⁄18 eines Lot) angegeben. Karat war die Angabe für den Goldgehalt. Eine Münze aus 15-löthigem Silber hatte beispielsweise einen Feingehalt von 937,5⁄1000. Nach Umstellung der Grundeinheit des deutschen Münzwesens von der Kölnischen Mark zu 16 Lot (233,8 g) auf das Zollpfund zu 500 g im Jahre 1856 wurde auch die Feinheit zunehmend in Tausendteilen (Promille) angegeben.

## Das Geld- und Münzwesen

### Einführung des Reichstalers (1566)
Der Reichstaler von 1566 wurde mit der Augsburger Reichsmünzordnung von 1559 geschaffen und wurde bald zur Hauptwährungsmünze Deutschlands. Aus der Kölner Mark Feinsilber sollten 9 Reichstaler (9-Taler-Fuß) geprägt werden. Der Reichstaler wog 29,23 g rauh. Bei einem Feingehalt von 889⁄1000 betrug das Feingewicht eines Reichstalers also 25,98 g.
Die Reichstaler wurden in der Mehrzahl von den Wettinern (Sachsen) und Welfen (Braunschweig-Lüneburg) geprägt. Der Reichstaler setzte sich bald gegenüber dem Gulden und Guldiner durch, auch wenn in Süddeutschland weiter nach Gulden gerechnet wurde.
Gleichzeitig waren als kleine Silbermünzen Kreuzer weit verbreitet. Der Wert des Reichstalers wurde zunächst auf 68 Kreuzer festgesetzt. Der Feingehalt der Kleinmünzen sank jedoch in der Folgezeit. Der Wert des Reichstalers stieg so bald auf 72 und schließlich auf 90 Kreuzer.
Schließlich wurden auch die Reichstaler selbst nicht mehr streng nach dem 9-Taler-Fuß geprägt; der Feingehalt der umlaufenden Reichstaler sank und konnte nicht mehr als Wertstandard dienen. Um dieses Problem abzumildern, entstand die Idee des Rechnungstalers: Dessen Münzfuß blieb durch die Reichsmünzordnung definiert, auch wenn er nicht mehr in dieser Form ausgeprägt wurde. In Norddeutschland setzte sich zeitweilig eine Wertrelation von 1 Reichstaler/Rechnungstaler = 24 Groschen oder 36 Mariengroschen durch.

### Zinnaer Münzvertrag (1667/68)
Im 17. Jahrhundert wurde deutlich, dass der ursprüngliche 9-Taler-Fuß angesichts proliferierender, abweichender Münzsysteme nicht mehr zu halten war. Die entstehenden Münzsysteme wichen jedoch nicht nur von den Vorschriften der Reichsmünzordnung ab, sondern unterschieden sich auch untereinander. Um dieser Situation zu begegnen, schlossen Kurbrandenburg und das Kurfürstentum Sachsen den Zinnaer Münzvertrag ab (1667), dem im Folgejahr auch das Herzogtum Braunschweig-Lüneburg beitrat. Vereinbart wurde der Zinnaer Münzfuß, d. h. ein 10 1⁄2-Taler-Fuß, der ab 1668 für die Prägungen der Vertragsparteien angewandt wurde.

### Leipziger Münzkonvention (1690)
Es kam jedoch zu weiteren Münzverschlechterungen; die unterwertigen Taler verdrängten auch jene nach dem Zinnaer Fuß (Greshamsches Gesetz). Das silberarme Kurfürstentum Brandenburg prägte schon seit 1687 den neuen Zweidritteltaler (Gulden) zu 18 Stück aus der Feinen Mark. Dies entspricht einem 12-Taler-Münzfuß. Es wurden auch ⅙- und ⅓-Taler nach dem 12-Talerfuß geprägt. Die Parteien des Zinnaer Münzvertrags kamen daher erneut zusammen und verabschiedeten im Jahr 1690 in Leipzig eine neue Münzkonvention auf Basis dieses 12-Taler-Fußes. Die Prägung nach dem sogenannten „Leipziger Münzfuß“ breitete sich nicht nur im silberreichen Sachsen und Braunschweig-Lüneburg, sondern fast in ganz Deutschland aus.

#### Werte großer Gold- und Silbermünzen vor und nach der Leipziger Konvention
Alle Werte sind in rheinischen (Rechnungs-)Gulden (fl.) zu 60 Kreuzern (kr.) angegeben:
|                                       | Münzprobationsabschied der Kreise Franken, Bayern und Schwaben, 1624 | Münzprobationsabschied der Kreise Franken, Bayern und Schwaben, 1624 | Münzprobationsabschied der Kreise Franken, Bayern und Schwaben, 1694 | Münzprobationsabschied der Kreise Franken, Bayern und Schwaben, 1694 |
|                                       | fl.                                                                  | kr.                                                                  | fl.                                                                  | kr.                                                                  |
| Rosennobel                            | 5                                                                    | 30                                                                   | 8                                                                    | 45                                                                   |
| Schiffsnobel                          | 4                                                                    | 50                                                                   | 7                                                                    | 15                                                                   |
| Dublone                               | 4                                                                    | 30                                                                   | 7                                                                    | 4                                                                    |
| Dukat                                 | 2                                                                    | 30                                                                   | 4                                                                    | 0                                                                    |
| Französische Krone                    | 2                                                                    | 16                                                                   | 3                                                                    | 35                                                                   |
| Goldgulden                            | 1                                                                    | 50                                                                   | 2                                                                    | 56                                                                   |
| Philippstaler                         | 1                                                                    | 40                                                                   | 2                                                                    | 14                                                                   |
| Speciestaler (nach Reichsmünzordnung) | 1                                                                    | 30                                                                   | 2                                                                    | 0                                                                    |

### Graumannsche Münzreform im Preußen (1750)
In der Mitte des 18. Jahrhunderts konnten sich viele Staaten die Prägung der neuen Zweidritteltaler nach dem Leipziger Münzfuß kaum noch leisten. Wieder ging das aus Brandenburg hervorgegangene Preußen mit einer Neudefinition des Münzfußes voran. Der preußische Generalmünzdirektor Johann Philipp Graumann entwickelte einen 14-Taler-Fuß, der dem preußischen Münzwesen bis ins 19. Jahrhundert zugrunde lag. Demnach waren aus der Kölner Mark Feinsilber (233,856 g) 14 Reichstaler zu schlagen (Graumannscher Münzfuß).
Friedrich II. ließ auf die neuen Münzen die Bezeichnung „Reichstaler“ prägen. Die Münze enthielt 16,704 g Feinsilber und blieb faktisch bis 1907 die preußische Währungsmünze.
Dieser „Preußische Taler“ war zuerst in 24 Gute Groschen oder 288 Pfennig unterteilt. Im Jahre 1821 erfolgte eine Reform der Kleinmünzen: 1 Taler nach dem Graumannschen Fuß wurde nun in 30 Silbergroschen oder 360 Pfenning eingeteilt.
Im 18. Jahrhundert war der Graumannsche Fuß praktisch in ganz Nord- und Mitteldeutschland verbreitet. Mit einer geringfügigen Abweichung (siehe Wiener Münzvertrag) blieb dieser Münzfuß bis 1907 in Deutschland in Form der bis dahin umlaufenden einfachen Talermünzen im Nennwert zu drei Mark bestehen. Der preußische Reichstaler diente als Vorbild bei der Schaffung des letzten deutschen und österreichischen Talers, des Vereinstalers des Deutschen Zollvereins (siehe unten).

### Konventionsfuß (1750)
Dem Trend zu immer weniger werthaltigen „Reichstalern“ widersetzte sich Österreich. Es führte im Jahr 1750 einen Zwanzigguldenfuß ein, 10 Taler sollten aus der Kölner Mark geprägt werden. Nach diesem Münzfuß sollten alle Münzen bis zum Groschen ausgebracht werden.
Aufgrund einer Vereinbarung mit Bayern vom September 1753 wurde der Münzfuß und die nach ihm geprägten Taler (Konventionstaler) benannt. Wegen der Unverhältnismäßigkeit in der Bewertung der in Süddeutschland umlaufenden Kleinmünzen bewertete Bayern ein Jahr später den Konventionstaler statt mit 120 Kreuzern nun mit 144 Kreuzern. In dieser abgewandelten Form (eigentlich ein 24-Gulden-Fuß) verbreitete sich der (leichtere) Konventionsmünzfuß in Süd- und Westdeutschland. Auch mitteldeutsche und einige norddeutsche Münzstände (Braunschweig-Wolfenbüttel, Hildesheim, Mecklenburg-Strelitz und Oldenburg) übernahmen ihn. Praktisch wurde der Konventionsmünzfuß in großen Teilen des Reichsgebiets übernommen, mit Ausnahme Preußens, wo nach dem Graumannschen Münzfuß geprägt wurde, sowie dem Münzkreis der Hansestädte (Bremen, Hamburg, Lübeck), Schleswig-Holstein und Teilen Mecklenburgs.

#### Werte großer Gold- und Silbermünzen nach dem Konventionsfuß
Alle Werte sind in rheinischen (Rechnungs-)Gulden (fl.) zu 60 Kreuzern (kr.) angegeben:
|                              | Münzedikt der Freien und Reichsstadt Frankfurt (20-Gulden-Fuß), 1765 | Münzedikt der Freien und Reichsstadt Frankfurt (20-Gulden-Fuß), 1765 | Kurfürstlich Bayerische Münzverordnung (24-Gulden-Fuß), 1766 | Kurfürstlich Bayerische Münzverordnung (24-Gulden-Fuß), 1766 |
|                              | fl.                                                                  | kr.                                                                  | fl.                                                          | kr.                                                          |
| Carl d’or                    | 9                                                                    | 12                                                                   | 10                                                           | 42                                                           |
| Louis d’or                   | 8                                                                    | 50                                                                   | 10                                                           | 10                                                           |
| Dukat                        | 4                                                                    | 10                                                                   | 4                                                            | 48                                                           |
| Max d’or                     | 6                                                                    | 8                                                                    | 7                                                            | 8                                                            |
| Speciestaler (Leipziger Fuß) | 2                                                                    | 13                                                                   | 2                                                            | 40                                                           |
| Konventionstaler             | 2                                                                    |                                                                      | 2                                                            | 24                                                           |

### Münchner (1837) und Dresdner (1838) Münzvertrag

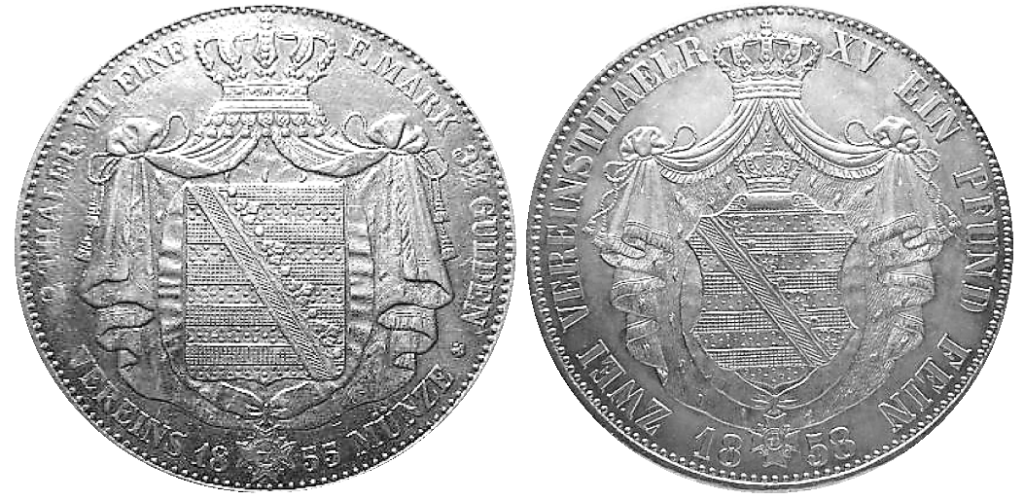
Rückseiten der Vereinsmünzen Doppeltaler nach dem Dresdner Münzvertrag von 1838 (links) und dem Wiener Münzvertrag von 1857 (rechts) am Beispiel von Doppeltaler des Königreiches Sachsen

Die im Süddeutschen Münzverein zusammengeschlossenen Mitgliedsstaaten des Deutschen Zollvereins hatten im Münchner Münzvertrag von 1837 ihren Münzfuß (24½-Gulden-Fuß) in eine klare Relation (1¾ : 1) zum Münzfuß des preußischen Talers (14-Taler-Fuß) gesetzt und gleichzeitig einheitliche überall geltende 3- und 6-Kreuzerscheidemünzen aus einer Billon-Legierung eingeführt. Das schuf auf dem Münzkongress zu Dresden 1838 die Voraussetzung, ein Jahr später eine gemeinsame Kurantmünze als Vereinsmünze aller Zollvereinsmitglieder zu schaffen.
Aus der preußischen Feinen Mark wurden 7 Stück der Vereinsmünze geschlagen, die pro Stück 2 Taler (norddt.) = 3½ Gulden (süddt.) wert war. Diese gemeinsame Vereinsmünze musste nach einheitlichen Richtlinien ausgeprägt werden und war in allen Vertragsländern gültig. Die Münze war bei einem Feingehalt von 900⁄1000 rund 37,11 g schwer, enthielt 33,408 g Silber und maß im Durchmesser 41 mm. Diese Münze im Wert von 2 Talern oder 3½ Gulden hatte einen beträchtlichen Wert und spielte deshalb und auch auf Grund ihrer geringen Prägezahl im tatsächlichen Zahlungsverkehr kaum eine Rolle. Diese Vereinsmünze hatte eher einen symbolischen Wert. In der Bevölkerung wurde sie „Champagnertaler“ genannt, weil sie in etwa dem Wert einer Flasche Champagner entsprochen haben soll. Der Vereinstaler als Ein-Taler-Münze setzte sich dagegen immer mehr durch. Er dominierte schließlich auch den Geldumlauf im Guldengebiet.
Ein weiteres Ergebnis des Vertrags war der seit 1. Januar 1841 offiziell erfolgende Übergang Sachsens zum preußischen 14-Taler-Fuß (1 Taler = 30 Neugroschen; 1 Neugroschen = 10 (Neu-)Pfennig.) In den meisten Ländern blieb die duodezimale Teilung (zu 12 Pfenning oder Pfennig) erhalten.
Dem Dresdner Münzvertrag schlossen sich nach und nach alle deutschen Staaten an, bis auf die Bremen, Schleswig-Holstein, Mecklenburg-Strelitz und Mecklenburg-Schwerin. Die beiden Mecklenburg übernahmen 1848 trotzdem den preußischen 14-Taler-Fuß. In Hamburg und Lübeck wurde der preußische Taler in der Mitte des 19. Jahrhunderts zur Hauptumlaufmünze, was zu dessen offizieller Legalisierung 1856 führte.
Außerdem sah der Münzvertrag den Umtausch von Scheidemünzen in vollwertiges Kurantgeld vor. Das galt aber erst ab einer bestimmten Summe in Scheidemünzen. Andersherum brauchte jedoch niemand mehr Scheidegeld bis zum Nennbetrag der kleinsten Kurantmünze anzunehmen, beispielsweise in Preußen bis zum ⅙-Taler-Stück. Abgenutzte Münzen mussten vom Prägeland zum vollen Kurswert wieder zurückgenommen werden. Preußen und viele andere Staaten führten in dieser Zeit bei (Steuer-)Zahlungen an den Staat durch Private und Kommerzielle schon einen Zwangskurs für (Staats-)Banknoten innerhalb der Gesamtschuldsumme ein, der die Einführung von bestimmten Papiergeldsorten im Publikum wegen der Staatsverschuldung erzwingen sollte. Andernfalls war Strafgeld in Größenordnung 1 Groschen pro Taler fällig, obwohl ja eigentlich Kurantmünzen unbegrenzte Zahlungsmittel waren.
- Siehe dazu auch Dicke Emma, ein Vereinsdoppeltaler von Waldeck und Pyrmont der Emma Prinzessin von Anhalt-Bernburg-Schaumburg-Hoym.

### Wiener Münzvertrag (1857)
Am 24. Januar 1857 abgeschlossener Vertrag zwischen den deutschen Zollvereinsstaaten, dem Kaisertum Österreich und dem Fürstentum Liechtenstein.
Nach der Revolution von 1848 waren die Währungsverhältnisse in Österreich völlig zerrüttet. Es gab im Umlauf kaum Gold- oder Silbermünzen, und diese wurden praktisch nur für den Außenhandel verwendet. Die Kupfermünzen konnten den Bedarf im täglichen Zahlungsverkehr nicht decken. Man bediente sich ausländischer Münzsorten, ohne Klarheit über deren Wert zu haben. Löhne wurden in Papiergeld ausgezahlt. Wer Silber- oder Goldmünzen eintauschen wollte, musste mit einem Disagio von 25 % rechnen. Der Handel zwischen Österreich und den anderen deutschen Staaten war stark beeinträchtigt. Deshalb drängte der österreichische Finanzminister auf eine Währungsreform und hoffte dabei auf die Unterstützung durch die anderen Staaten.
In den folgenden Vertragsverhandlungen wollten Österreich und einige deutsche Staaten eine Goldwährung. Durch die Entdeckung neuer Goldvorkommen in den USA und Australien stand ausreichend Gold zu niedrigen Preisen zur Verfügung. Österreich hoffte, seine Rückkehr von der Papier- zur Metallwährung mit Hilfe der Goldinflation leichter zahlen zu können. Doch das Königreich Preußen beharrte auf dem Silberstandard und setzte sich damit in den Verhandlungen durch. Gründe waren neben dem Führungsanspruch Preußens die ausreichenden Fördermengen der deutschen Silberbergwerke und angeblich geringere Preisschwankungen des Silberwertes. Unbeachtet blieb, dass bei dem zunehmenden Handel Goldmünzen wesentliche Vorteile boten und die Prägekosten von Silbermünzen (circa 4,2 Pfennig für 1 Taler) etwa viermal höher sind als bei Goldmünzen. Bis zur Einführung der Reichswährung 1871 blieben die Vertragsstaaten bei der Silberwährung.
Artikel 3 des Münzvertrages regelt, welche Länder eine der drei folgenden Silberwährungen einführen:
1. „Thaler-Währung“ im 30-Taler-Fuß
2. „Süddeutsche Währung“ im 52½-Gulden-Fuß
3. „Österreichische Währung“ im 45-Gulden-Fuß

Mit dem Vertrag wurde die Kölner Mark zu 233,8555 g durch das Zollpfund zu 500 g als gemeinsames Münzgewicht ersetzt. Dies war ein Schritt in Richtung Dezimalsystem, eine Umstellung des Münzsystems auf das Dezimalsystem erfolgte aber nicht.

#### Vereinstaler
Um den Zahlungsverkehr zwischen den Ländern mit Talerwährung einerseits und Guldenwährung andererseits zu sichern, sollten gemäß Artikel 8 des Münzvertrages als Hauptwährungsmünzen folgende zwei Talerstücke mit einheitlicher Gestaltung ausgeprägt werden (Siehe auch Vereinstaler):
- Zwei-Vereinstaler = 3½ Süddt. Gulden = 3 Österr. Gulden
- Ein-Vereinstaler = 1¾ Süddt. Gulden (= 105 Kreuzer) = 1½ Österr. Gulden (= 150 Neukreuzer)

Der Silberwert der neuen Vereinsmünzen verringerte sich gegenüber dem Dresdner Münzvertrag von 1839 um 0,22 %. Trotzdem wurde in Artikel 4 und 9 des Münzvertrages vereinbart, dass die alten Taler und die neuen Vereinstaler als gleichwertige Münzen im Zahlungsverkehr zu behandeln sind. Es durften jedoch nur noch die neuen Münzen geprägt werden. Für alle Reichstaler vor 1839 erfolgte zum 31. Oktober 1858 die Außerkurssetzung.
| Hauptmünze     | Vertrag von | Gewicht  | Feingehalt | Feingewicht | Durchmesser |
| -------------- | ----------- | -------- | ---------- | ----------- | ----------- |
| 2 Taler        | 1839        | 37,120 g | 900 ‰      | 33,408 g    | 41 mm       |
| 2 Vereinstaler | 1857        | 37,037 g | 900 ‰      | 33,333 g    | 41 mm       |
| 1 Taler        | 1839        | 22,272 g | 750 ‰      | 16,704 g    | 34 mm       |
| 1 Vereinstaler | 1857        | 18,519 g | 900 ‰      | 16,667 g    | 33 mm       |

Die Regierungen verpflichteten sich zur Einhaltung des neuen Münzfußes. Bei Gewichtsverlusten durch Umlauf von mehr als 2 % mussten die Staaten ihre eigenen Vereinstaler einziehen.
Die Auflagenhöhe der Zwei-Vereinstaler (Doppeltaler) blieb den Staaten überlassen. Auf Grund der schlechten Erfahrungen mit dem früheren Doppeltaler des Dresdner Münzvertrages verzichteten jetzt die meisten Staaten auf die Prägung des neuen Zwei-Vereinstaler-Stückes oder verwendeten das Nominal als Gedenkmünze. Wurden in Deutschland von 1839 bis 1856 noch 24,5 Mio. Stück Doppelvereinstaler geprägt, waren es von 1857 bis 1871 nur noch 7,5 Mio. Stück einschließlich Gedenkmünzen.
| Länder                | Auflage in Stück | Prägezeitraum                   |
| --------------------- | ---------------- | ------------------------------- |
| Freie Stadt Frankfurt | 3.109.331        | 1860–1862, 1866                 |
| Kgr. Sachsen          | 1.857.351        | 1857–1859, 1861, 1872           |
| Kgr. Preußen          | 1.565.203        | 1858–1859, 1861–1863, 1865–1871 |
| Kgr. Bayern           | 783.263          | 1859–1865, 1867, 1869           |
| Kgr. Hannover         | 170.926          | 1862, 1866                      |
| Kaisertum Österreich  | 27.764           | 1857, 1865–1867                 |
| Kgr. Württemberg      | 9.748            | 1869, 1871                      |
| Fsm. Schaumburg-Lippe | 2.000            | 1857                            |
| Hzm. Nassau           | ?                | 1860                            |

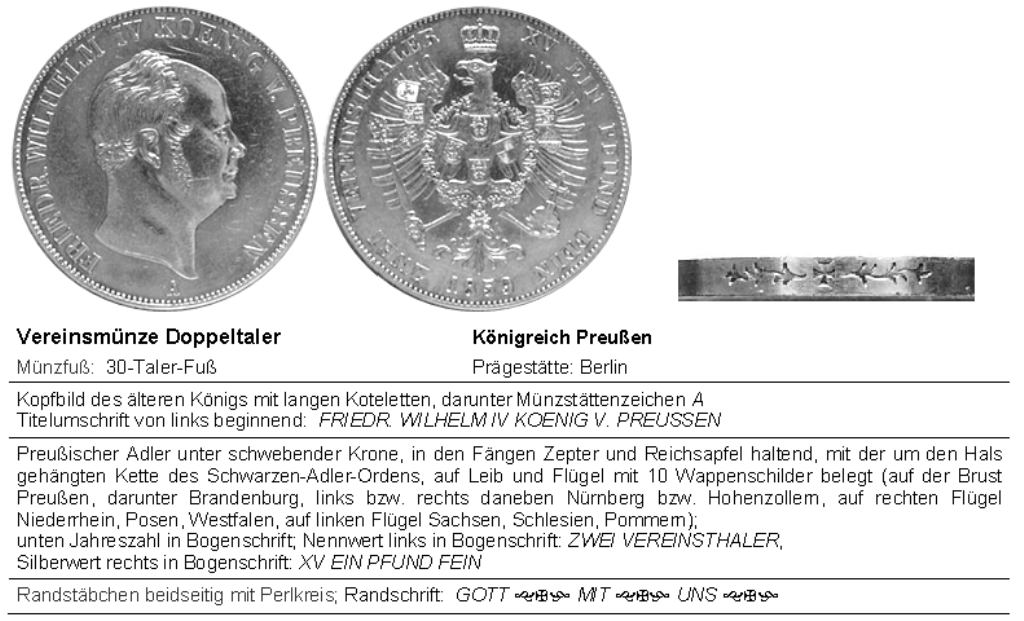

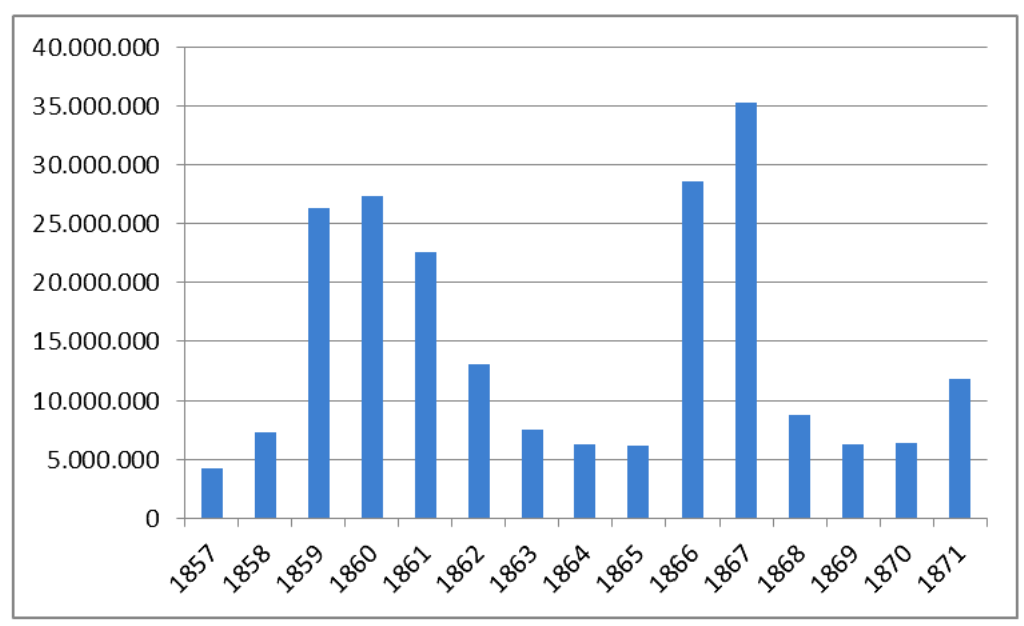
Prägeauflage des Ein-Vereinstalers in Stück in Deutschland

Nur für den Ein-Vereinstaler bestand gemäß Artikel 11 des Wiener Münzvertrages eine Prägepflicht von 1857 bis 1862 von mindestens 24 Stück Vereinstaler je 100 Einwohner in jedem Staat und danach jeweils innerhalb von 4 Jahren 16 Stück je 100 Einwohner. Mit fast 218 Mio. Stück wurden tatsächlich von 1857 bis 1871 wesentlich mehr Ein-Vereinstaler geprägt als die 56 Mio. Stück von 1839 bis 1856 unter dem Dresdner Münzvertrag. Außer den Städten Hamburg, Bremen und Lübeck beteiligten sich alle Staaten an der Prägung des Vereinstalers.
In Kgr. Sachsen, Kgr. Preußen und Hzm. Anhalt wurden außerdem Ausbeutetaler im 30-Taler-Fuß ausgeprägt.

#### Landeskurantmünzen
Neben den Hauptmünzen konnten auch Teilstücke der Taler als Landeskurantmünzen ausgeprägt werden. Mit dieser Erlaubnis waren sie jedoch nicht automatisch Zahlungsmittel in allen Vertragsstaaten, sondern bedurften der jeweiligen Zulassung.
Gemäß Artikel 4 des Münzvertrages waren die kleinsten zulässigen Teilstücke der Sechstel-Taler im 30-Taler-Fuß und der Viertel-Gulden im 52½- bzw. 45-Gulden-Fuß. Der Sechstel-Taler und der Viertel-Gulden (nur in Österreich ausgeprägt) waren gleichwertige Münzen mit einem Rauhgewicht von 5,342 g aus 520 ‰igen Silber, somit 2,778 g Feinsilber. Aus diesem Grund waren beide Teilstücke wohl in allen Ländern als Zahlungsmittel zugelassen.
Geprägt wurden die Teilstücke im Gesamtwert von nur etwa 6,3 Mio. Taler in Deutschland als:
- Drittel-Taler (nur Kgr. Sachsen)
- Sechstel-Taler (Kgr. Sachsen, Kgr. Preußen, Kgr. Hannover, Hzm. Anhalt, Hzm. Sachsen-Coburg und Gotha)
- Gulden (Kgr. Bayern, Kgr. Württemberg, Ghzm. Baden, Freie Stadt Frankfurt)
- Halb-Gulden (Kgr. Bayern, Kgr. Württemberg, Ghzm. Baden, Hzm. Nassau, Freie Stadt Frankfurt)

#### Scheidemünzen
Gemäß Artikel 14 des Münzvertrages vom 24. Januar 1857 konnten die Länder für den kleinen Zahlungsverkehr Scheidemünzen aus Silber oder Kupfer in einem leichteren Münzfuß unter Einhaltung diverser Vorgaben ausprägen:
- das Gepräge muss die Bezeichnung „Scheidemünze“ enthalten
- der Nominalwert von Scheidemünzen aus Silber darf nicht größer sein als die Hälfte des kleinsten Kurantteilstückes (also kleiner als 7,5 süddt. Kreuzer bzw. 2,5 Groschen); die Ausprägung muss mindestens im 34½-Taler-Fuß, 60⅜ süddt. Gulden-Fuß bzw. 51¾ österr. Gulden-Fuß erfolgen
- der Nominalwert von Scheidemünzen aus Kupfer darf nicht höher sein als 6 Pfennige bzw. 5 Pfennige oder 2 Kreuzer; die aus einem Zoll-Zentner Kupfer ausgeprägten Münzen dürfen nicht mehr wert sein als 112 Taler bzw. 168 österr. Gulden oder 196 süddt. Gulden
- es dürfen nur so viel Scheidemünzen geprägt werden, wie sie im eigenen Land unbedingt benötigt werden; darüber hinaus gehende Stückzahlen aus früheren Prägungen sind einzuziehen
- Niemand darf genötigt werden, Zahlungen ab dem Wert der kleinsten Kurantmünze in Scheidemünzen anzunehmen
- Scheidemünzen aus Silber ab einem Wert von 20 Talern oder 40 Gulden und aus Kupfer ab einem Wert von 5 Taler oder 10 Gulden müssen öffentliche Kassen in Kurantmünzen tauschen

Nicht beseitigt wurden die unterschiedlichen Zählweisen in den Staaten. So wurde der Vereinstaler beispielsweise unterteilt in:
| Preußen und andere norddeutsche Staaten   | 30 Silbergroschen | 360 Pfennige |
| Sachsen, Sachsen-Altenburg, Sachsen-Gotha | 30 Neugroschen    | 300 Pfennige |
| Länder des Süddeutschen Münzvereins       | 105 Kreuzer       | 420 Pfennige |

Einige dieser Scheidemünzen waren im Deutschen Kaiserreich noch bis 1878 Zahlungsmittel.

#### Handelsvereinsmünze Krone
Zur Förderung des Handels mit dem Ausland – für das Inland gab es keine Annahmepflicht – erfolgte die Einführung einer neuen Vereinsgoldmünze. Bei der Suche nach dem Namen für die neue Goldmünze hatte man zunächst Jacob Grimm um Hilfe gebeten, der in Anlehnung des Wortes „Silberling“ von Martin Luther „Goldling“ vorschlug. Doch man hatte sich entschieden, mit dem Eichenkranz auf der neuen Münze dieser ein unverwechselbares Aussehen zu geben. Der lateinische Name für den Eichenkranz war „Corona civica“ und damit der deutsche Name der Münze eben „Krone“. Mit der Vereinskrone wurden die Goldmünzen erstmals in den Mitgliedsstaaten ohne Ausnahme einheitlich gestaltet. Sie unterschieden sich nur durch das Kopfbildnis mit Titelumschrift des jeweiligen Herrschers und verschiedenen Randschriften.
Die Vereinskrone hatte kein festes Wertverhältnis zur Silberwährung. Der Kurs ergab sich hauptsächlich aus den damaligen Wertverhältnis von 1 g Gold = 15,361 g Silber:
1 Vereinskrone = etwa 9 Vereinstaler = 15 Gulden 54 Kreuzer.
Die bisher vorhandenen Goldmünzen Dukaten und Pistolen wurden in den Vertragsländern verboten. Nur Österreich wurde in Artikel 18 des Münzvertrages eine bis 1865 befristete Ausnahme für die Dukatenprägung eingeräumt. Das Königreich Sachsen gab den Sophiendukat weiter als Gedenkmünze aus. Als Nichtmitglied des Münzvereins prägte noch Hamburg bis 1872 jährlich den Dukaten. An der Ausprägung der Vereinskrone beteiligten sich nur sechs Staaten (Auflagen in Stück):
| Länder               | Prägezeitraum | 1 Krone   | ½ Krone |
| -------------------- | ------------- | --------- | ------- |
| Kaisertum Österreich | 1858–1866     | 89.730    | 794.523 |
| Kgr. Hannover        | 1857–1866     | 774.141   | 20.103  |
| Kgr. Preußen         | 1858–1870     | 212.269   | 132.445 |
| Kgr. Sachsen         | 1857–1871     | 49.600    | 14.278  |
| Kgr. Bayern          | 1857–1869     | 1.851     | 4.018   |
| Hzm. Braunschweig    | 1858–1859     | 45.298    | 0       |
| Insgesamt            |               | 1.172.889 | 965.367 |

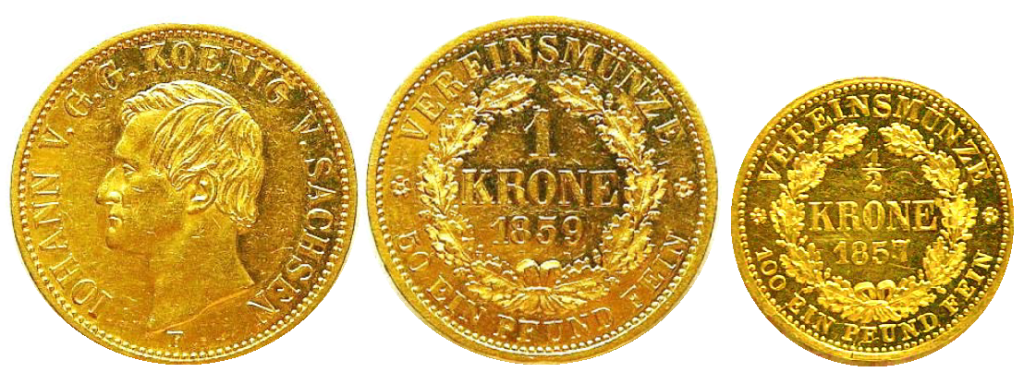
Vereinsgoldmünzen nach den Vorschriften des Wiener Münzvertrages von 1857 am Beispiel der Krone und ½ Krone des Königreiches Sachsen (Münzstätte Dresden)

Viele der ausgegebenen Vereinskronen flossen entweder ins Ausland oder in die Freie Hansestadt Bremen, weil dort weiterhin eine Goldwährung bestand. Die Verdrängung des Goldes aus Deutschland in Verbindung mit dem Abfluss des Silbers nach Asien öffnete dem Papiergeld die Tore. Bei der Außerkurssetzung der Vereinskrone mit der Einführung der Goldmark wurden nur noch 332.091 Stück Goldmünzen eingelöst.
Mit der Auflösung des Deutschen Bundes nach dem Deutschen Krieg 1866 schieden Österreich und Liechtenstein mit dem Auflösungsvertrag vom 13. Juni 1867, wirksam ab 1. Januar 1868 aus dem Münzverein aus. Die Ausprägung der Vereinskrone und Vereinstaler wurde in Österreich eingestellt. Die Vereinstaler blieben aber weiterhin Zahlungsmittel. Erst am 20. Februar 1892 wurde zwischen Deutschen Reich und Österreich-Ungarn ein Abkommen über deren weitere Verwendung geschlossen. Von 1892 bis 1894 sollten österreichische Vereinstaler und Vereinsdoppeltaler im Wert von fast 9 Millionen Talern aus den Beständen der deutschen Reichsbank nach Wien transportiert und im Hauptmünzamt eingeschmolzen werden. Für einen Taler wurde 1½ Österr. Gulden gezahlt. Danach sollte die Außerkurssetzung im Deutschen Reich erfolgen; Österreich-Ungarn wurde der Zeitpunkt freigestellt.
Der österreichische Finanzminister setzte mit Verordnung vom 12. April 1893 die Vereinstaler und Vereinsdoppeltaler mit dem 1. Juni 1893 außer Kurs. Sie konnten noch bis Ende Mai 1893 gegen 1½ bzw. 3 Österr. Gulden eingetauscht werden. Mit dem „Gesetz, betreffend die Vereinsthaler österreichischen Gepräges“ vom 28. Februar 1892 wurde im Deutschen Reich „die Außerkurssetzung der in Oesterreich bis zum Schlusse des Jahres 1867 geprägten Vereinsthaler und Vereinsdoppelthaler unter Einlösung derselben auf Rechnung des Reichs zu dem Werthverhältnisse von drei Mark gleich einem Thaler“ vorbereitet.
Jedoch erst zum 1. Januar 1901 erfolgte gemäß Bekanntmachung des Reichskanzlers vom 8. November 1900 „die Außerkurssetzung der Vereinsthaler österreichischen Gepräges“. Der Umtausch konnte bis 31. März 1901 für drei Mark erfolgen. Durch diese Zeitdifferenz von 8 Jahren waren die österreichischen Vereinstaler weiterhin in größeren Mengen in Deutschland im Umlauf. Wurde dieser Taler in 3 Goldmark umgetauscht, war das ein lukratives Geschäft; denn der Silberwert betrug zum damaligen Zeitpunkt lediglich 1,50 Mark. Für das Deutsche Reich war es ein erheblicher Verlust. 1907 folgte das Ende der deutschen Vereinstaler.
In Norddeutschland wurde der Wiener Münzvertrag konsequent umgesetzt. Es wurden an öffentlichen Kassen keine anderen Landesmünzen angenommen. Im Umlauf waren jedoch Viertelguldenstücke, die einem Sechsteltaler entsprachen. Außerdem kursierten noch frühere Dritteltaler oder 8 Gröscher aus Polen.
In Süddeutschland gelang es auch nach dem Wiener Münzvertrag nicht, das Münzwesen zu ordnen. Es wurden nicht nur alle Landesmünzen als Zahlungsmittel zugelassen, sondern auch noch das Konventionsgeld, die Kronentaler und französisches Geld, insbesondere 5-Franken-Stücke.
In den 1860er-Jahren verstärkten sich die Forderungen nach Abschaffung der Vereinskrone und für die Einführung einer neuen Goldmünze und einer Goldwährung. Es wurde eine 10-Mark-Goldmünze zu je 10 Groschen gefordert. Damit wäre eine Anlehnung an die englische Goldmünze Halb-Sovereign erreicht, die auf dem Weltmarkt anerkannt ist. 1871 war es dann so weit.

## Münzgeschichte einzelner Territorien

### Überblick – Münzen deutscher Territorien 1813
Nach der Befreiung von der napoleonischen Herrschaft im Jahre 1813 wurden fast überall die Verhältnisse wiederhergestellt, die bis 1806 bestanden hatten.

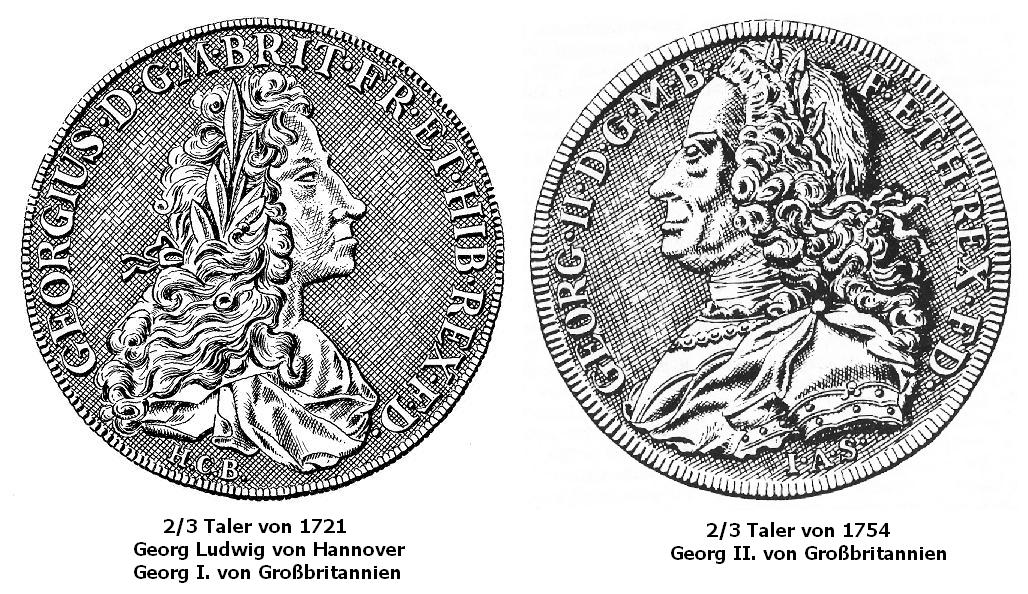
Hannoversche ⅔-Taler-Stücke

Hannoversche Münzsorten

| Münzgebiet                                        | Münze                                                    | Gegenwert in          |
| ------------------------------------------------- | -------------------------------------------------------- | --------------------- |
| Hessen-Kassel                                     | Ein Konventionstaler                                     | 5 Franken 18 Centimen |
| Hessen-Kassel                                     | Ein Taler zu 24 Groschen                                 | 3 Franken 88 Centimen |
| Hessen-Kassel                                     | Ein Gulden                                               | 2 Franken 59 Centimen |
| Braunschweig-Wolfenbüttel                         | Ein Speziestaler zu 32 Gutegroschen                      | 5 Franken 18 Centimen |
| Braunschweig-Wolfenbüttel                         | Ein Conventionstaler zu 16 Gutegroschen                  | 2 Franken 59 Centimen |
| Braunschweig-Wolfenbüttel                         | Ein zwei Mariengroschenstück (1 Gutegroschen 4 Pfennige) | 21 Centimen           |
| Kurfürstentum Braunschweig-Lüneburg „Kurhannover“ | Ein Speziestaler 48 Mariengroschen 32 Gute Groschen      | 5 Franken 75 Centimen |
| Kurfürstentum Braunschweig-Lüneburg „Kurhannover“ | Ein zwei Mariengroschenstück (1 Gutegroschen 4 Pfennige) | 23 Centimen           |
| Preußen                                           | Ein Taler zu 24 Groschen                                 | 3 Franken 70 Centimen |
| Preußen                                           | Ein Gulden zu 16 Groschen                                | 2 Franken 46 Centimen |
| Hamburg                                           | Ein Reichstaler Banco in Silber                          | 5 Franken 82 Centimen |
| Hamburg                                           | Eine Mark Lübisch                                        | 1 Franken 52 Centimen |
| In alter Reichsmünze                              | Ein Conventions- oder Reichstaler                        | 5 Franken 18 Centimen |
| In alter Reichsmünze                              | Ein schwerer Gulden                                      | 2 Franken 59 Centimen |
| In alter Reichsmünze                              | Ein 20 Kreuzerstück 2⁄5 Rheinischer Gulden               | 86 Centimen           |

### Königreich Hannover
Im Kurfürstentum Braunschweig-Lüneburg (umgangssprachlich Kurhannover) galt 1813 als Landeswährung der Taler, der in 24 Gutegroschen zu je zwölf Pfennigen oder in 36 Mariengroschen zu je acht Pfennig unterteilt war. Das große Zwei-Drittel-Taler-Stück entsprach demnach 16 Gutegroschen oder 24 Mariengroschen. Man nannte das Geldstück auch Gulden, und da 18 dieser Gulden gleich 12 Taler waren, nannte man ihn auch den 18-Gulden-Fuß. Dieses sogenannte Cassengeld diente in Hannover für die Zahlung bei den öffentlichen Kassen, also auch bei der Postkasse, als Grundlage der Berechnung.
Die kleinste ausgeprägte vollwertige Silbermünze war Ein-Zwölftel-Taler-Stück, auch 2 Gutegroschen oder 3 Mariengroschen genannt. Münzen von geringerem Wert waren aus minderwertigen Legierung oder Kupfer. Man musste sie nicht in größeren Mengen annehmen, sie dienten nur zum Ausgleich von Zahlungen bis zum Ein-Zwölftel-Taler-Stück. Solche Scheidemünzen waren in Hannover ein vierundzwanzigstel Taler = ein Gutegroschen, ein Mariengroschen und vier Pfennig sowie ein Mattier (Matthiasgroschen) oder halber Mariengroschen aus Silber und Zwei- oder Ein-Pfennig-Stücke aus Kupfer.
Die Goldmünzen standen in keinem festen Verhältnis zu den Silbermünzen. Der Preis dieser sogenannten Handelsmünzen richtete sich nach dem jeweiligen Goldpreis. Ein Dukat (bis 1831 geprägt) entsprach 1813 in etwa 2 Talern und 17 Gutegroschen. An ihre Stelle traten „Pistolen“, die ursprünglich 5 Taler wert waren und 1813 noch 4 Taler und 20 Gutegroschen galten.
Neben den im Lande geprägten Münzen waren die unterschiedlichsten Münzen „fremden Gepräges“ im Umlauf.
Hinzu kamen die Münzen aus den neu hinzugekommenen Gebietsteilen, die natürlich auch ihre eigenen Währungen hatten. In Ostfriesland galt der Preußische Courant, bei dem aus einer Mark Silber 14 Taler (21 Gulden) geprägt worden waren. Als Scheidemünze war nach niederländischem Vorbild der Stüber in Gebrauch. In Hildesheim galt ebenfalls der Preußische Courant, im Emsland das Conventions-Geld, und in der Grafschaft Bentheim rechnete man in holländischen Geld. Das bunte Nebeneinander (18-, 20- und 21-Gulden-Fuß) wurde durch eine Reihe von Verordnungen geregelt.

#### 1. November 1817
Mit Wirkung vom 1. November 1817 übernahm das Königreich Hannover den Conventions-Fuß, nach dem 20-Gulden-Fuß, als Landesmünze. So etwas ging nicht von heute auf morgen vonstatten. Conventions-Münzen waren bereits seit 1816 geprägt worden. Die alten Ein-Zwölftel-Taler-Stücke wurden beileibe nicht eingeschränkt, sie wurden noch bis 1839 mit dem Bild des jeweiligen Königs weitergeprägt.
Wieder war das Zwei-Drittel-Taler-Stück mit dem Pferd auf der Vorderseite größte Scheidemünze mit der Wertbezeichnung „16 Gute Groschen“. Gleichgeachtet wurden die „gerechte Conventions-Münze fremder Landesherrschaften, auf welcher in der Inschrift angegeben ist, wieviel aus der Mark fein geprägt sind“. Namentlich werden braunschweigische, sächsische und hessische Münzen aufgeführt.
Seit dem 1. Januar 1818 wechselte man bei der Berechnung von Mariengroschen auf Gutegroschen zu 12 Pfennigen. Die silbernen Scheidemünzen des Kassengeldes wurden dem Conventions-Geld gleichgestellt, die kupfernen blieben unverändert. Bis auf wenige eigens benannte Ausnahmen war die „fremde“ Scheidemünze im Königreich verboten.
Der Wert der Goldmünzen wurde neu festgesetzt. Der Dukaten entsprach nun ein Taler 23 Gutegroschen 1 Pfg. Conventions-Münze. die Pistole 5 Taler 4 Gutegroschen und 5 Pfennige.

#### 1834 bis 1857
Durch das Münzgesetz vom 8. April 1834, in Kraft getreten am 1. Juli 1834, wurde die Anpassung des hannoverschen Geldwesens an das der Nachbarländer durch die Übernahme des (preußischen) 14-Taler-Fußes verkündet.
Die Hauptsilbermünzen, der Taler, wurde aus 12-lötigem Silber, 25 % Kupfer nach heutiger Rechnung, oder aus feinem Silber geprägt. In beiden Fällen trugen sie die Angabe „XIV eine feine Mark“, will heißen: aus einer Mark feinen Silbers wurden 14 Taler geprägt. Die Einteilung des Talers in 24 Gutegroschen zu je 12 Pfennig wurde beibehalten. Neben dem Taler gab es den ⅙-Taler und den 1⁄12-Taler (zwei Gutegroschen). Alle zusammen wurden Courant-Münzen genannt. Neben den eigenen Taler-Münzen war die Annahme der preußischen Taler-Münzen zugelassen, nicht aber die der kleineren Werte.
Als Scheidemünzen wurden Gutegroschen, Sechs- und Vier-Pfennig-Stücke in Silber und Zwei- und Ein-Pfennig-Stücke in Kupfer geschlagen. Scheidemünzen dienten nach wie vor zur „Ausgleichung der Corant-Münzen bis zu Zweigutegroschen und zu kleineren Zahlungen unter diesem Betrag“. Es durften nur einheimische Scheidemünzen angenommen werden. Es gab kleine Abweichungen im regionalen Umfeld, die Bremen Groten und die Hamburger und Dänischen Schillinge sowie der Stüber in Ostfriesland.
„Einnahmen und Ausgaben der öffentlichen Cassen, welche in Gold, oder in neuen Zweidrittelstücken nach dem Leipziger-Fuß, in conventionsmäßigen Gulden oder in anderen bestimmt angegebenen Sorten gesetzt (geprägt) worden sind, müssen auch ferner in diesen Sorten geleistet werden“. Als zugelassene „neue Zweidrittel-Stücke“ galten die Fürstlich-Lüneburgischen-Münzen, die zwischen 1690 und 1705 in Celle geprägt worden waren, die der Städte Lüneburg (1702), Goslar (nach 1705 noch vier Jahrgänge von Zwei- und Eindrittel-Stücken) und Hildesheim (bis 1746). Daneben wurden Zweidrittel-Stücke „von Preußischem und Brandenburgischem, von Sächsischem, vom Braunschweigischem und vom Mecklenburgischen Gepräge“ zugelassen. In Hannover wurden 1839 die letzten Zweidrittel-Stücke aus feinem Silber geprägt. Spätere Taler enthielten 25 % Kupfer. Der Wert der Zweidrittel-Stücke betrug 1848 18 Gutegroschen 6 Pfennige in Courant-Geld.
Der Kurs der Goldmünzen wurde am 25. Juni 1835 festgelegt. Der Dukaten galt 3 Taler, 6 Gutegroschen, die Pistole 5 Taler 16 Gutegroschen. Der Wert blieb weitgehend konstant.
Das Königreich Hannover wurde am 1. Januar 1854 Mitglied des unter der Führung Preußens gebildeten Zollvereins. Außer Österreich, Mecklenburg, Holstein und Schleswig waren alle Länder des Deutschen Bundes Mitglied. Eine Bedingung war die Annahme der Dresdener Münzkonvention vom 30. Juli 1838, durch die das Münzwesen „in den Ländern der contrahierenden Staaten geordnet werden“ sollte. In den nördlichen Ländern sollte demnach der 14-Taler-Fuß (seit 1834 in Hannover eingeführt) oder in den südlichen Ländern der 24½-Gulden-Fuß als ausschließlicher Münzfuß gelten. Neu war die Vereinsmünze im Wert von 2 Talern oder 3½ Gulden, die den gegenseitigen Verkehr erleichtern sollte, da sie beiden Münzfüßen entsprach. Die hannoversche Münze erhielt die vorgeschriebene Umschrift: „VEREINSMÜNZE. 2 THALER – 3½ GULDEN. VII EINE FEINE MARK“.

#### 1857 bis 1866
Am 24. Januar 1857 wurde im Wiener Münzvertrag der Vereinstaler in Österreich und den meisten Staaten des Deutschen Zollvereins als Zahlungsmittel vereinbart. An Stelle des bisherigen Münzgewichts der „Kölnischen Mark“ (233,8555 g), die in 14 Talern ausgeprägt wurde, trat das „Pfund in der Schwere von 500 französischen Grammen“, das in 30 Talern ausgeprägt werden sollte.
Durch königliches Patent vom 3. Juni 1857 wurde der Münzvertrag in Hannover veröffentlicht und in Kraft gesetzt. Es sollten 2-Taler-Stücke, Taler und ⅙-Taler-Stücke geprägt werden. Taler und Doppeltaler wurden auch Ein- bzw. Zwei Vereinstaler genannte, sie waren die „Vereins-Münzen“. Das ⅙-Taler-Stück und die nach dem 14-Taler-Fuß geprägten Münzen blieben die Courant-Münzen. Sie wurden den Courantmünzen der anderen Mitglieder des Zollverein gleichgesetzt. Die alten Zwei-Drittel-Stücke und Conventionsgulden waren immer noch im Umlauf. Ihr Wert wurde: „bei allen an die Königlichen Cassen zu leistenden, auf Courant lautenden Zahlungen“ bei denen „nach dem 18-Gulden-Fuß ausgeprägten sogenannten Cassen-Zweidrittel-Stücken“ auf 23 Groschen, die 1-Drittel-Stücke auf 11 Groschen 5 Pfennig, die „nach dem 20-Gulden-Fuß ausgeprägten sogenannten Conventionsgulden“ auf 20 Groschen 9 Pfennigen und schließlich die ⅙-Taler-Stücke zu 5 Groschen 2 Pfennig festgesetzt.
In der Anlage zum Münzgesetz vom 3. Juni 1857 wurde im Königreich die Teilung des Talers neu geregelt. Nach sächsischem Vorbild wurde der Taler in 30 Groschen zu je 10 Pfennig geteilt. Das 1⁄12-Taler-Stück, bisher Courant-Münze, wurde jetzt Scheidemünze. Es galt nicht mehr 2, sondern 2½ Groschen. Als weitere Scheidemünzen sollten Groschen- und ½-Groschen-Stücke in Silber und 2- und 1-Pfennig-Stücke in Kupfer geprägt werden. Sie wurden am 1. Juni 1858 eingeführt. Die alten Scheidemünzen wurden eingezogen und gegen neue umgetauscht. Zum 1. Oktober 1858 wurden die alten Kupfermünzen im Wert herabgesetzt. Gleichzeitig änderte sich der Wert der silbernen Scheidemünzen; der Wert der Pfennige, die sie enthielten, wurde von 1⁄288 auf 1⁄300 herabgesetzt. Am 31. Oktober sollten silberne Scheidemünzen bei Zahlungen an die „herrschaftlichen Cassen“ nicht mehr angenommen werden., ab 15. Juli 1859 auch „als Zahlung im gemeinen Verkehr“.
In den Ländern des Deutschen Zollvereins wurden die Dukaten abgeschafft. Dafür wurde eine neue Handelsmünze, die Krone geschaffen. Sie war zu 90 % aus Gold und 45 Stück sollten aus einem Pfund Gold geprägt werden. Die 11,11 g schweren Kronen und die halben Kronen sollten auf der Rückseite das Bildnis des Landesherren und auf der Vorderseite den Wert in einem Eichkranz zeigen. Über den Wert schrieb man: „Unser Finanzminister wird bestimmen, zu welchem Preis Kronen und halbe Kronen bei Zahlungen, welche an unseren Kassen in Courant zu leisten sind, angenommen werden“. Er tat dies zum 24. Oktober 1857; die Krone hatte einen Wert von 9 Talern, 5 Gutegroschen 6 Pfennige, oder 9 Taler, 6 Groschen und 9 Pfennige nach der neuen Einteilung des Talers. Dies zeigt auch die geringe Abweichung im Wert des Talers durch die Umstellung. Der Wert schwankte zeitweise zwischen 8 Taler (1859) und 9 Taler 10 Groschen (1865). Pistolen von Staaten des Zollvereins blieben beim Kurs von 5 Taler 12 Gutegroschen (5 Taler 13 Groschen 8 Pfennig). Pistolen anderer Staaten sollten nicht mehr angenommen werden.

#### 1866
Hannover ist preußisch geworden. Durch eine preußische Verordnung vom 24. August 1867 ist „die vormaligen Königreich Hannover nach der Talerwährung ausgeprägten Courantmünzen und Silberscheidemünzen den Preußischen Landesmünzen gleichgestellt“. Der preußische Silbergroschen war in 12 Pfennige geteilt, nun galten „10 Hannoversche Pfennige gleich zwölf Preußischen Pfennigen“.
Nach der Einführung der einheitlichen Mark 1871 (⅓ des Vereinstalers) wurden die älteren Landesmünzen nach und nach außer Kurs gesetzt. Zum 1. April 1874 alle vor 1871 geprägten Goldmünzen sowie die Conventions-Taler und ihre Teilstücke. Zum 1. Januar 1875 die „sogenannten Kassen Eindrittel- und Zweidrittel-Stücke hannoverschen Gepräges“ usw.
| Jahr | Münzfuß         | Einheit                                   | Stück auf die Feine Mark | Feinsilber (in Gramm) |
| ---- | --------------- | ----------------------------------------- | ------------------------ | --------------------- |
| 1690 | Leipziger-Fuß   | Speciestaler Reichstaler ⅔ Stück (24MGr.) | 9 12 18                  | 25,96 19,50 13,00     |
| 1753 | Conventions-Fuß | Speciestaler Reichstaler 16 Gutegroschen  | 10 13⅓ 20                | 23,386 17,55 11,70    |
| 1834 | 14-Taler-Fuß    | Taler                                     | 14                       | 16,714 Siehe Anm. 1   |
| 1857 | 30-Taler-Fuß    | Vereinstaler                              | 30                       | 16,667 Siehe Anm. 2   |

Anmerkung 1: auf eine Kölnische Mark 233,8555 g.
Anmerkung 2: auf ein Zollpfund 500 g

## Literatur

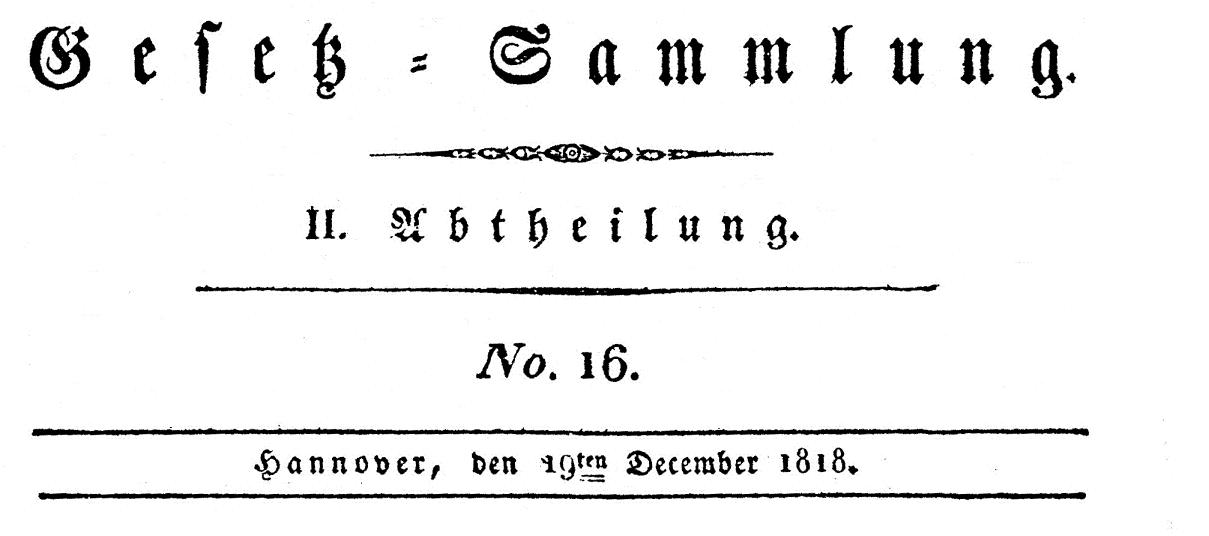
Sammlung der Gesetze...